# Freddy Willockx
Frederik A.A. Willockx (Sint-Niklaas, 2 september 1947 – aldaar, 15 juni 2024)  was een Belgisch politicus voor de BSP en diens opvolgers SP en sp.a.

## Levensloop
Freddy Willockx liep school in het Koninklijk Atheneum van Sint-Niklaas, waar hij in 1965 in de moderne economie afstudeerde. Vervolgens ging hij aan de Rijksuniversiteit Gent studeren. Hier behaalde hij het diploma van licentiaat in de economie. Nadat hij in 1969 was afgestudeerd, werkte hij tot in 1973 aan de RUG als assistent economie bij professor Marcel van Meerhaeghe.
Willockx overleed op 15 juni 2024 thuis toen hij onwel werd. Hij kreeg op 21 juni 2024 een staatsbegrafenis in het crematorium Heimolen te Sint-Niklaas. Als eerbetoon stapte zijn dochter Sarah in de gemeentepolitiek en kwam ze in Sint-Niklaas op voor Vooruit voor de gemeenteraadsverkiezingen in 2024.

### Politieke carrière
In 1970 deed Willockx als 23-jarige voor de BSP zijn intrede in de gemeentepolitiek van Sint-Niklaas toen hij tot gemeenteraadslid verkozen werd. In 1974 werd hij aangesteld als schepen van cultuur, onderwijs, sport en recreatie, een mandaat dat hij behield tot 1979. 
Een jaar eerder, in februari 1973, werd Willockx actief in de nationale politiek als kabinetsattaché van minister van Economische Zaken Willy Claes, wat hij bleef tot 1974. Vervolgens was Willockx van 1974 tot 1977 algemeen secretaris van het ABVV in het gewest Dendermonde-Sint-Niklaas en van 1977 tot 1979 adjunct-nationaal secretaris van de BSP.
Van juni 1979 tot juli 1994 zetelde hij vervolgens voor het kiesarrondissement Sint-Niklaas in de Kamer van volksvertegenwoordigers, waar hij terechtkwam als opvolger van Aimé Van Lent, die was aangesteld tot vicegouverneur van de provincie Brabant. Willockx zetelde er van 1979 tot 1980 in de commissie Bedrijfsleven, van 1981 tot 1988 en van 1989 tot 1992 in de commissie Financiën, waarvan hij van 1985 tot 1988 ondervoorzitter was, en van 1985 tot 1988 in de commissie Handels- en Economisch Recht. Tevens was hij van januari 1989 tot maart 1992 fractievoorzitter voor zijn partij. In de periode juni 1979-oktober 1980 zetelde hij als gevolg van het toen bestaande dubbelmandaat ook in de Cultuurraad voor de Nederlandse Cultuurgemeenschap, die op 7 december 1971 werd geïnstalleerd. Vanaf 21 oktober 1980 tot juli 1994 was hij lid van de Vlaamse Raad, de opvolger van de Cultuurraad en de voorloper van het huidige Vlaams Parlement. In de Vlaamse Raad was Willockx van 1982 tot 1985 ondervoorzitter van de commissie Economie, Tewerkstelling en Energie, van 1982 tot 1984 lid van de commissie Taaldecreetgeving en van 1984 tot 1988 en in 1992 lid van de commissie Financiën en Begroting.
Al gauw kon Willockx beginnen met het uitbouwen van een ministeriële carrière: van mei tot oktober 1980 was hij staatssecretaris voor Financiën in de regering-Martens III, van oktober 1980 tot december 1981 minister van PTT in de regering-Martens IV en de regering-M. Eyskens, van mei 1988 tot januari 1989 opnieuw minister van PTT in de regering-Martens VIII en van maart 1992 tot juli 1994 minister van Pensioenen in de regering-Dehaene I. 
Van juli 1994 tot juni 1999 zetelde Willockx in het Europees Parlement. Hij volgde daar voornamelijk fiscale dossiers op en werd er ondervoorzitter van de commissie Begroting, plaatsvervanger in de commissie Economische en Monetaire Zaken en lid van het bureau van de socialistische fractie. Na de verkiezingen van juni 1999 ging hij voor korte tijd opnieuw in de Kamer zetelen. Een maand later werd hij door de regering-Verhofstadt I aangesteld als regeringscommissaris, met als opdracht om de gevolgen van de dioxinecrisis te coördineren. Later werd deze opdracht verruimd met de coördinatie van de toepassing van Europese richtlijnen en de regeling van internationale akkoorden met betrekking tot de terugname van illegale migranten. Willockx bleef regeringscommissaris tot in januari 2001 en verliet toen de nationale politiek.
Tussen 2001 en 2010 was hij burgemeester van Sint-Niklaas, wat hij eerder van 1989 tot 1994 ook al was. Bij de gemeenteraadsverkiezingen van oktober 2006 behaalde hij 8.486 voorkeurstemmen. Hij trad tijdens zijn tweede termijn terug als burgemeester, maar bleef wel gemeenteraadslid. Zijn opvolger als burgemeester was Christel Geerts. Willockx werd vervolgens in 2010 benoemd tot ereburgemeester van Sint-Niklaas.
Willockx nam in 2012 opnieuw deel aan de gemeenteraadsverkiezingen als lijstduwer van het gemeentekartel Pro (sp.a en Groen). Hij werd verkozen en werd in de nieuwe legislatuur voorzitter van de gemeenteraad. Eind december 2016 nam hij ontslag als voorzitter van de gemeenteraad en stopte hij tevens als gemeenteraadslid van Sint-Niklaas. Dit betekende het einde van zijn politieke carrière.

### Overige functies
In 2001 werd Willockx op verzoek van de sociale partners van werkgeversorganisatie Agoria voorzitter van het adviescomité van het pensioenfonds voor metaalarbeiders. Hij bleef dit tot midden 2017. 
Van 2004 tot 2007 was hij onafhankelijk bestuurder van pensioenconsulent Akkermans, Stroobants & Partners.
Willockx was van 2004 tot 2007 tevens bestuurder van media- en telecomgroep Telenet. In 2007 werd hij er lid van de adviesraad. Van 2011 tot 2013 verdiende hij er in totaal 54.000 euro. De adviesraad werd in 2017 opgedoekt.
In 2010 werd hij onafhankelijk bestuurder van de bank Landbouwkrediet (later Crelan), wat hij bleef tot in 2017, toen hij de leeftijdsgrens van 70 jaar bereikte. Hetzelfde jaar trad hij ook toe tot de adviesraad van het groenstroombedrijf Enfinity, wat hij bleef tot 2011.
Hij was lid van de adviesraad van het investeringsfonds Waterland Private Equity Investments.

## Eretekens
- 28 januari 2002: minister van Staat
- 9 juni 1999: grootkruis in de Kroonorde.